# 牛郎镇
牛郎镇，是中华人民共和国贵州省铜仁市松桃苗族自治县下辖的一个乡镇级行政单位。

## 行政区划
牛郎镇下辖以下地区：
牛郎村、大鹏溪村、贵阳溪村、中寨村、红卫村、格老溪村、凯保村、四茶园村、木寨村、黄腊溪村、大河沙村、岑朵村、矮红村、松江村和开门洞村。